# Кобилиці (Нижньосілезьке воєводство)
Кобилиці (пол. Kobylice) — село в Польщі, у гміні Тшебниця Тшебницького повіту Нижньосілезького воєводства.
Населення — 207 осіб (2011).
У 1975-1998 роках село належало до Вроцлавського воєводства.

## Демографія
Демографічна структура станом на 31 березня 2011 року:
|          | Загалом | Допрацездатний вік | Працездатний вік | Постпрацездатний вік |
| -------- | ------- | ------------------ | ---------------- | -------------------- |
| Чоловіки | 103     | 29                 | 64               | 10                   |
| Жінки    | 104     | 26                 | 63               | 15                   |
| Разом    | 207     | 55                 | 127              | 25                   |